# Єреванський метрополітен
Єреванський метрополітен імені Карена Демірчяна, також відомий як Єреванське метро — діюча система метро у столиці Вірменії місті Єреван, що відкрита 7 березня 1981 року.

## Історія
У 1970-х роках розпочалося будівництво Єреванського метрополітену. Раніше планувалося побудувати у Єревані метротрам, проте плани змінились і був побудований метрополітен. Як і більшість метрополітенів Закавказзя, цей метрополітен має станції у стилі радянського конструктивізму.
В історії будівництва підземних залізниць у СРСР спостерігається загальна тенденція: зазвичай первинні плани передбачали будівництво повноцінних метрополітенів, однак з часом ці амбітні задуми зазвичай коригувалися, й замість метрополітену будували швидкісний трамвай. Проте у випадку з Єреванським метро ситуація склалася навпаки.

### Хронологія відкриття станцій
- 7 березня 1981 — відкрита початкова дільниця «Барекамуцюн» — «Сасунци Давід», з 4 станцій та 7,6 км (2 станції відкрилися пізніше на діючій ділянці).
- 26 грудня 1981 — на діючій ділянці відкрита станція «Анрапетуцян Храпарак».
- 11 липня 1983 — відкрита станція «Горцаранаїн».
- 26 грудня 1985 — відкрита станція «Шенгавіт».
- 4 січня 1987 — відкрита станція «Гарегін Нжде Храпарак».
- 2 грудня 1989 — на діючій ділянці відкрита станція «Зоравар Андранік».
- 26 грудня 1996 — відкрита наземна станція «Чарбах».

## Станції

### Лінія 1
Платформи станцій побудовані під прийом п'ятивагонних поїздів, проте,  через низький пасажиропотік, використовуються двовагонні потяги. На ділянці «Шенгавіт» — «Чарбах» використовується спеціально переобладнаний вагон, в якому з двох сторін переобладнана кабіна машиніста, що дає змогу використовувати одновагонний потяг.
| Назва                | Назва                   | Значення або переклад українською мовою | Відкрито            | Вихід до | Конструкція                                                                 | Примітки |
| Кирилицею            | Вірменицею              | Значення або переклад українською мовою | Відкрито            | Вихід до | Конструкція                                                                 | Примітки |
| -------------------- | ----------------------- | --- | ------------------- | --- | --------------------------------------------------------------------------- | --- |
| Барекамюцюн          | Բարեկամություն          | Від вірм. բարեկամություն – дружба. Назва є відсиланням до міту про "дружбу народів" у радянські часи | 7 березня 1981 року | Київська вулиця, вулиця Арутюна Ґаленца, проспект Комітаса                                                              | Колонна станція глибокого закладення, одна острівна платформа               | У майбутньому має стати пересадковою станцією |
| Маршал Баграмян      | Մարշալ Բաղրամյան        | На честь воєначальника Ованеса Баграмяна, що брав участь у війні за незалежність Вірменії та у II Світовій війні | 7 березня 1981 року | Національні збори Вірменії, проспект Ованеса Баграмяна                                                                  | Колонна станція глибокого закладення, одна острівна платформа               | До 1983 року мала назву «Сараланджи» (вірм. Սարալանջի – при схилі) за назвою історичної місцевості                                                                                    |
| Єрітасардакан        | Երիտասարդական           | Від вірм. երիտասարդական – молодіжна. Назва посилається на значну кількість університетів поблизу | 8 березня 1981 року | Оперний театр, Кільцевий сад, вулиця Аветика Ісаакяна, вулиця Хачатура Абовяна                                          | Пілонна станція глибокого закладення, одна острівна платформа               | |
| Анрапетуцян Храпарак | Հանրապետության Հրապարակ | За назвою головної площі Єревану – Республіканської площі. Саме на ній знаходиться вхід до станції | 26 грудня 1981 року | Республіканська площа, Музей історії Вірменії, урядовий квартал                                                         | Пілонна станція глибокого закладення, одна острівна платформа               | До 1992 року мала назву «Леніні Храпарак» (вірм. Լենինի Հրապարակ) на честь засновника більшовицької партії, заколотника Владіміра Лєніна. Назву змінено в ході декомунізації Вірменії |
| Зоравара Андраніка   | Զորավար Անդրանիկ        | На честь провідника визвольного руху XIX-XX століть та народного героя Вірменії Андраніка Озаняна (вірм. Անդրանիկ Օզանյան), більш відомого як воєвода (вірм. զորավար) Андранік                                            | 26 грудня 1989 року | Агатангельска вулиця, вулиця Мовсеса Хоренаці, проспект Тиграна Меца, Кільцевий сад, Катедральний собор Святого Георгія | Пілонна станція глибокого закладення, одна острівна платформа               | До 1992 року мала назву «Октемберян» (вірм. Հոկտեմբերյան – жовтнева) на честь Жовтневого перевороту. Назву змінено в ході декомунізації Вірменії                                      |
| Давида Сасунського   | Սասունցի Դավիթ          | На честь Давида Сасунського – легендарного героя з міста Сасун, що нібито боровся проти арабських загарбників | 7 березня 1981 року | Площа Давида Сасунського, проспект Тиграна Меца, залізничний вокзал «Єреван»                                            | Наземна відкрита станція, одна острівна платформа                           | |
| Горцаранаїн          | Գործարանային            | Від вірм. գործարանային – заводська. Назва ґрунтується на тому, що станція знаходиться посеред промислової зони | 11 липня 1983 року  | Промислова зона Єревану, вулиця Таманцинері                                                                             | Наземна (частково надземна) крита станція, одна острівна платформа          | |
| Шенгавіт             | Շենգավիթ                | За назвою історичної місцевості | 26 грудня 1985 року | Парк Артура Карапетяна, вулиця Согомона Таронці                                                                         | Односклепінна станція мілкого закладення, одна острівна платформа           | |
| Ґареґін Нжде Храпарк | Գարեգին Նժդեհի Հրապարակ | За назвою однойменної площі Ґареґіна Нжде, на якій знаходиться вихід зі станції. Ґареґін Нжде – політичний діяч початку XX століття, основоположник цегакронізму – ідеології, на якій ґрунтується вірменський націоналізм | 4 січня 1987 року   | Площа Ґареґіна Нжде, проспект Ґареґіна Нжде                                                                             | Пілонна станція глибокого закладення, одна острівна платформа               | До 1992 року мала назву «Спандарян Храпарак» на честь літературного критика та одного з ідеологів більшовицького руху Сурена Спандаряна. Назву змінено в ході декомунізації Вірменії  |
| Чарбах               | Չարբախ                  | За назвою історичної місцевості | 26 грудня 1996 року | Промислова зона Єревану, електродепо «Чарбах» (ТЧ-1 «Шенгавіт»)                                                         | Наземна відкрита станція, одна берегова платформа, обмежений човниковий рух | Знаходиться на одноколійному відгалуженні від основної лінії |

Лінію обслуговує електродепо «Чарбах».

### Лінія 2
Проєктована лінія Єреванського метро. За початковими планами, мала пролягати під проспектом Комітаса та мати довжину 5,2 км. Планувалося 6 станцій:
- «Месропа Маштоца»
- «Барекамуцюн» – з пересадкою на лінію 1
- «Арабкір»
- «Комітас»
- «Азатутян»
- «Ераз»

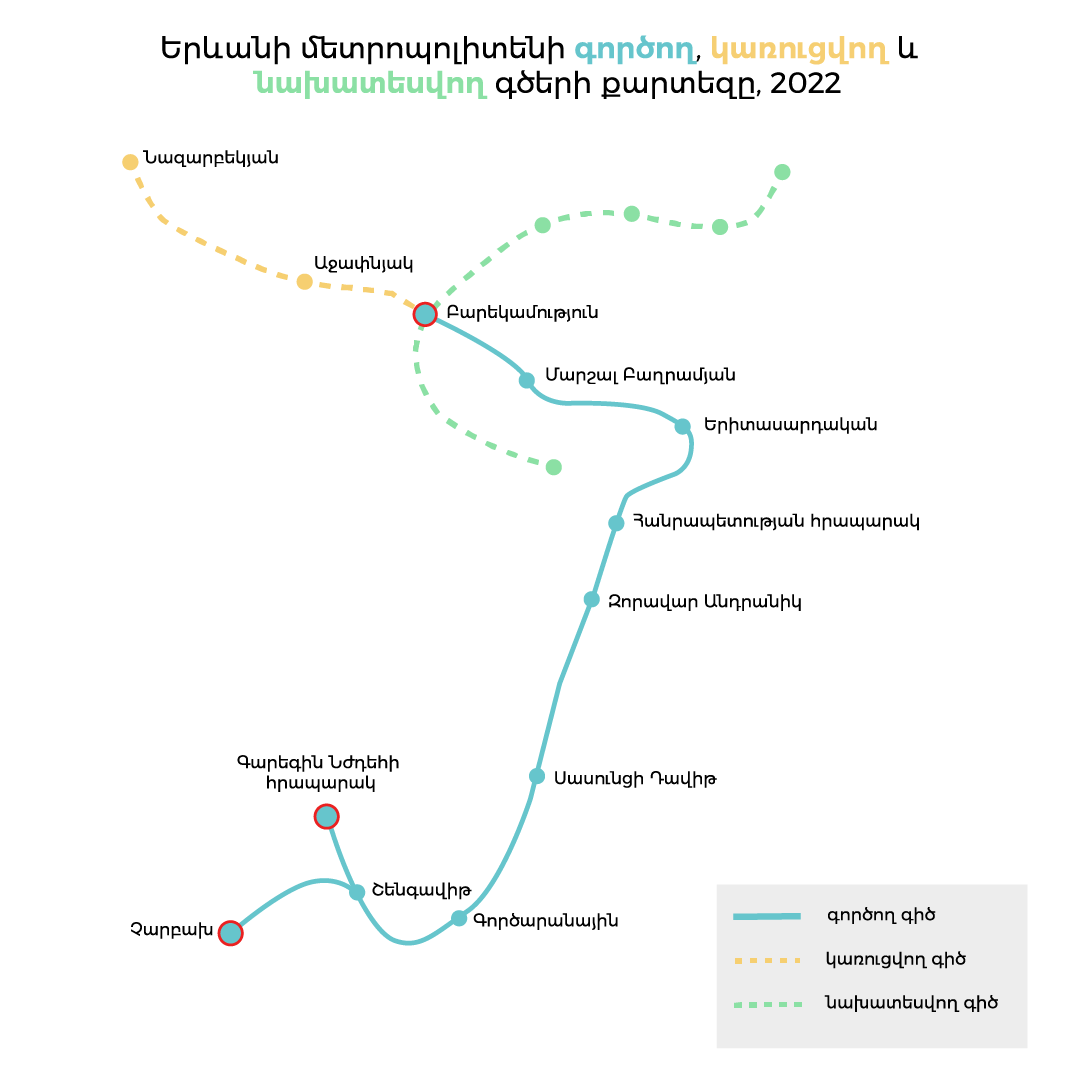
На цій мапі майбутня гілка метро позначена зеленим кольором. Діюча гілка позначена синім кольором, жовтим – ділянки діючої гілки, що споруджаються

За генеральним планом Єревана радянських часів, мала складатися з 12 станцій і сполучати північну частину міста (зокрема, Арабкір) зі східною. Три станції мали знаходитися у південно-східній місцевості Еребуні.
Відповідно до постанови радянського уряду Вірменії від 1989 року, лінію мали повністю завершити до 2000 року.

## Світлини

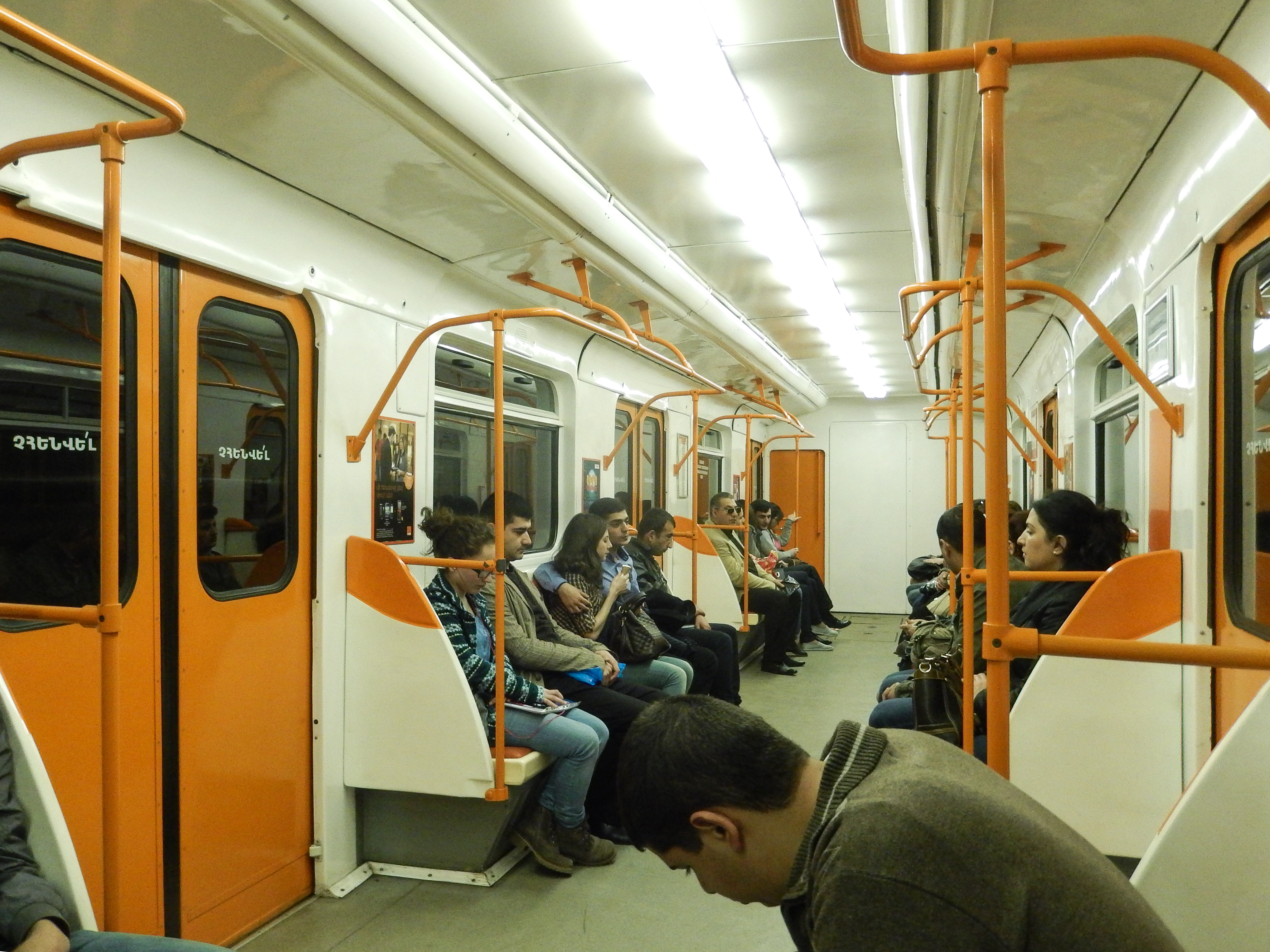
Всередині вагона
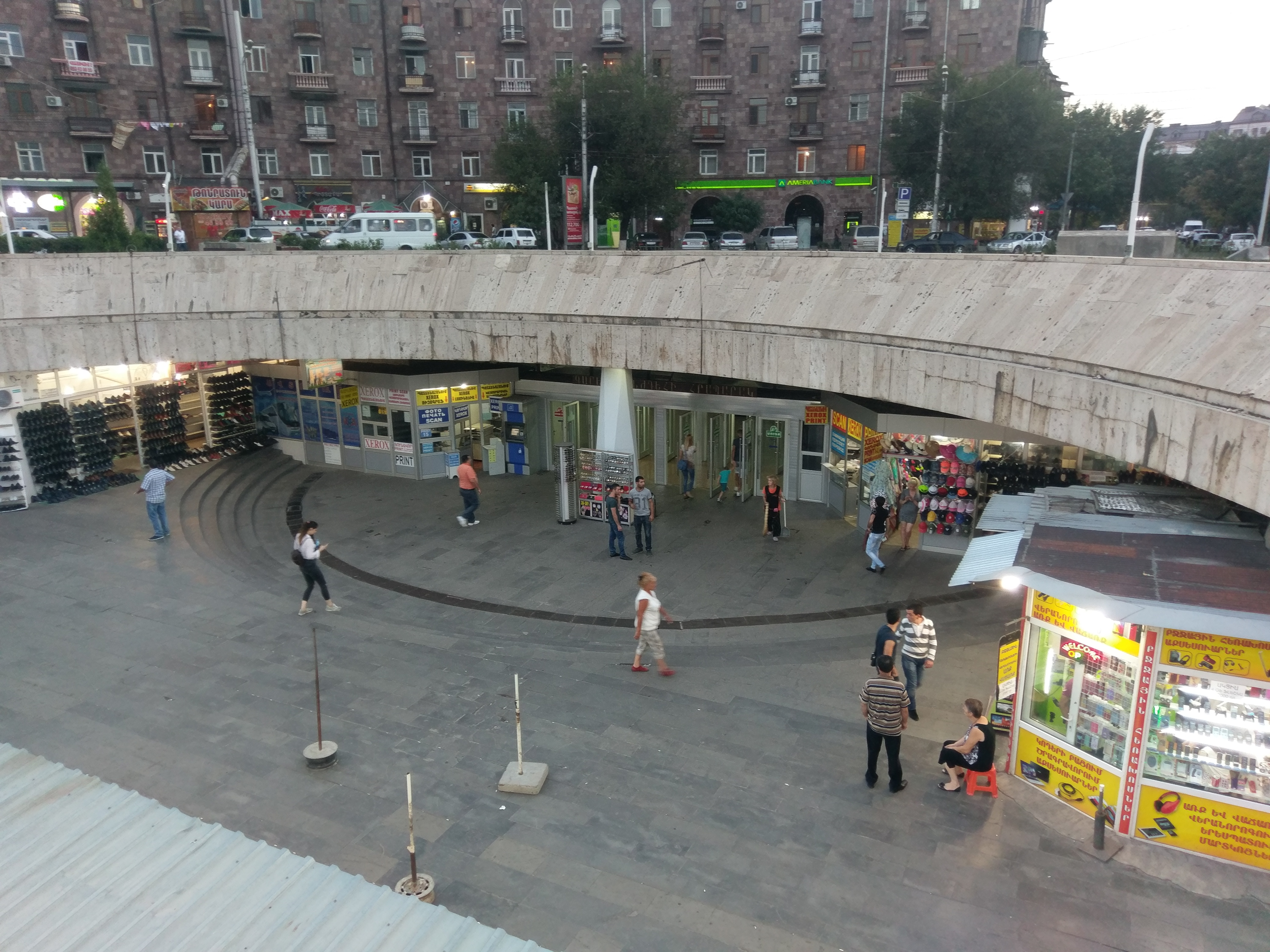
Вихід зі станції «Гарегін Нжде Храпарак»
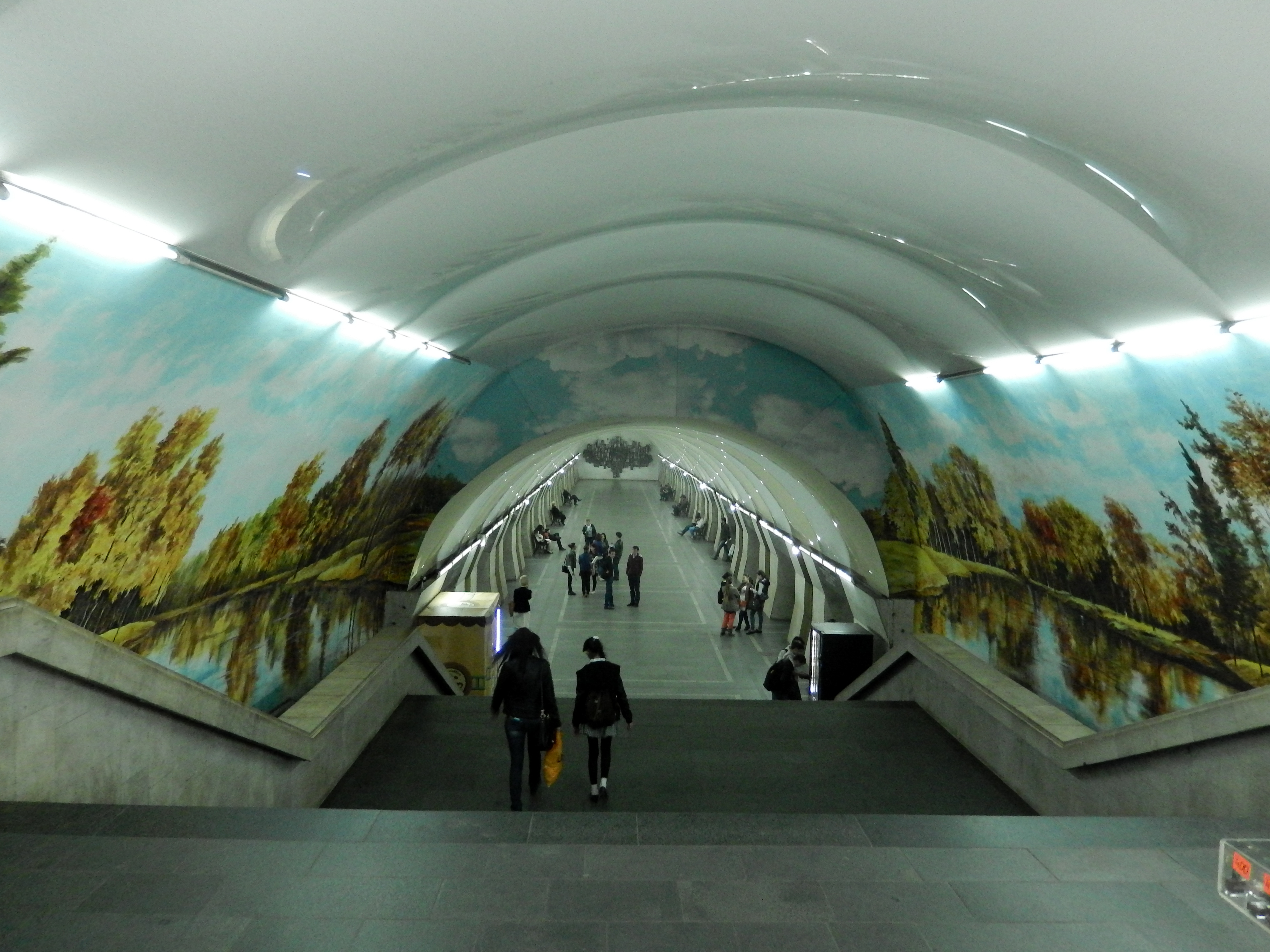
Станція «Єрітасардакан»